# الدوري السويدي الدرجة الثانية 1974
الدوري السويدي الدرجة الثانية 1974 (بالسويدية: Division II i fotboll 1974)‏ هو موسم من الدوري السويدي الدرجة الثانية. فاز فيه نادي سوندسفال ‏.